# ブロンプトン・バイシクル

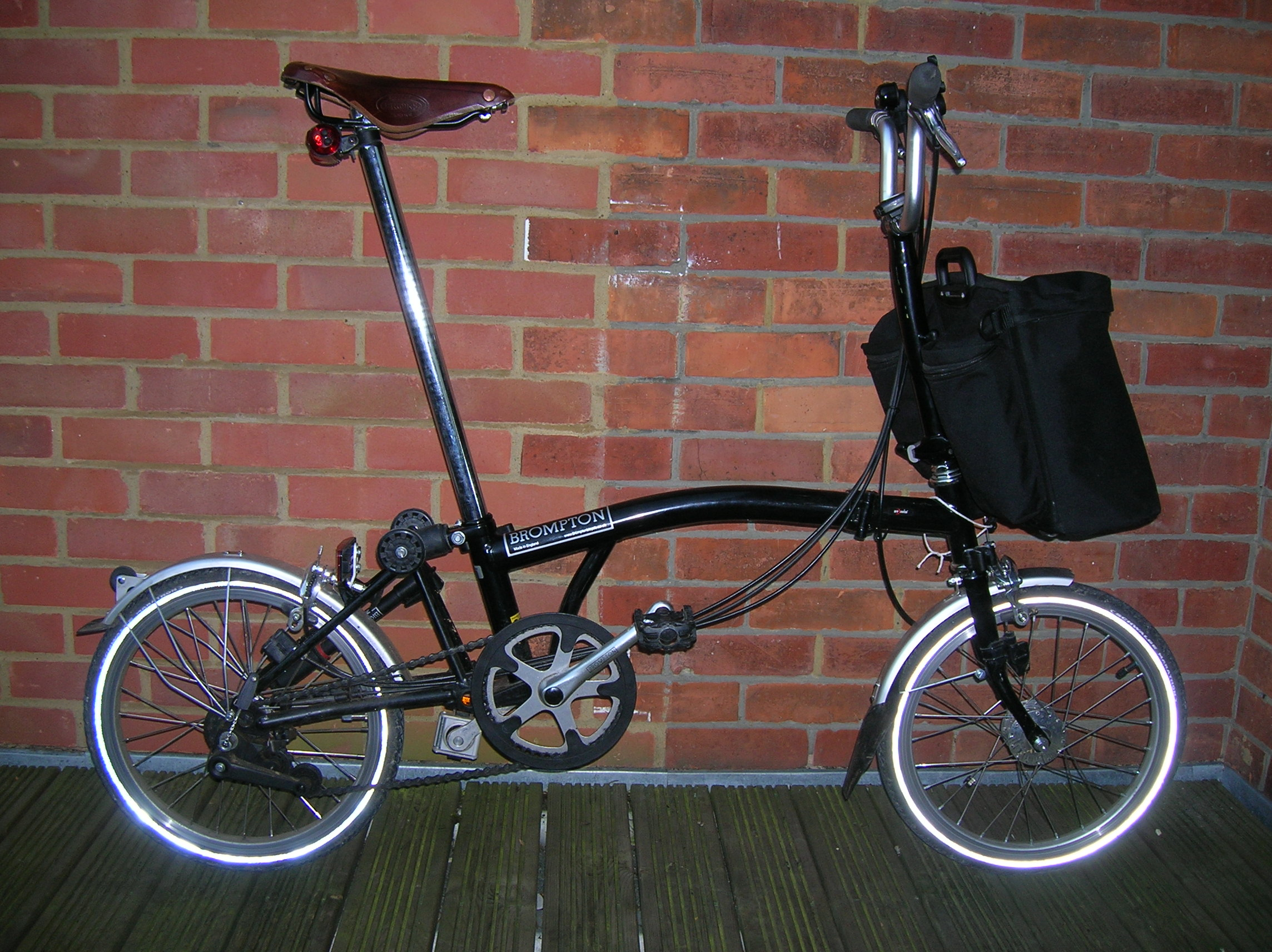
『M3L』、ブロンプトンが製造している自転車、クランクは44t、フロントパニアバッグを装着。

The Brompton bicycle（ザ・ブロンプトン・バイシクル、単にブロンプトンやブロムプトンなど）は、イギリス人アンドリュー・リッチーが設立した折り畳み自転車会社。また、製造された自転車の通称である（自転車自体の正式名称は『M3L』などのモデル名である）。
同社は公式に正式な日本語転写名を定めていないが、本項では国内輸入元の『ミズタニ自転車』が定める定冠詞が無いブロンプトンやブロンプトン・バイシクルに準じる。

## 概要

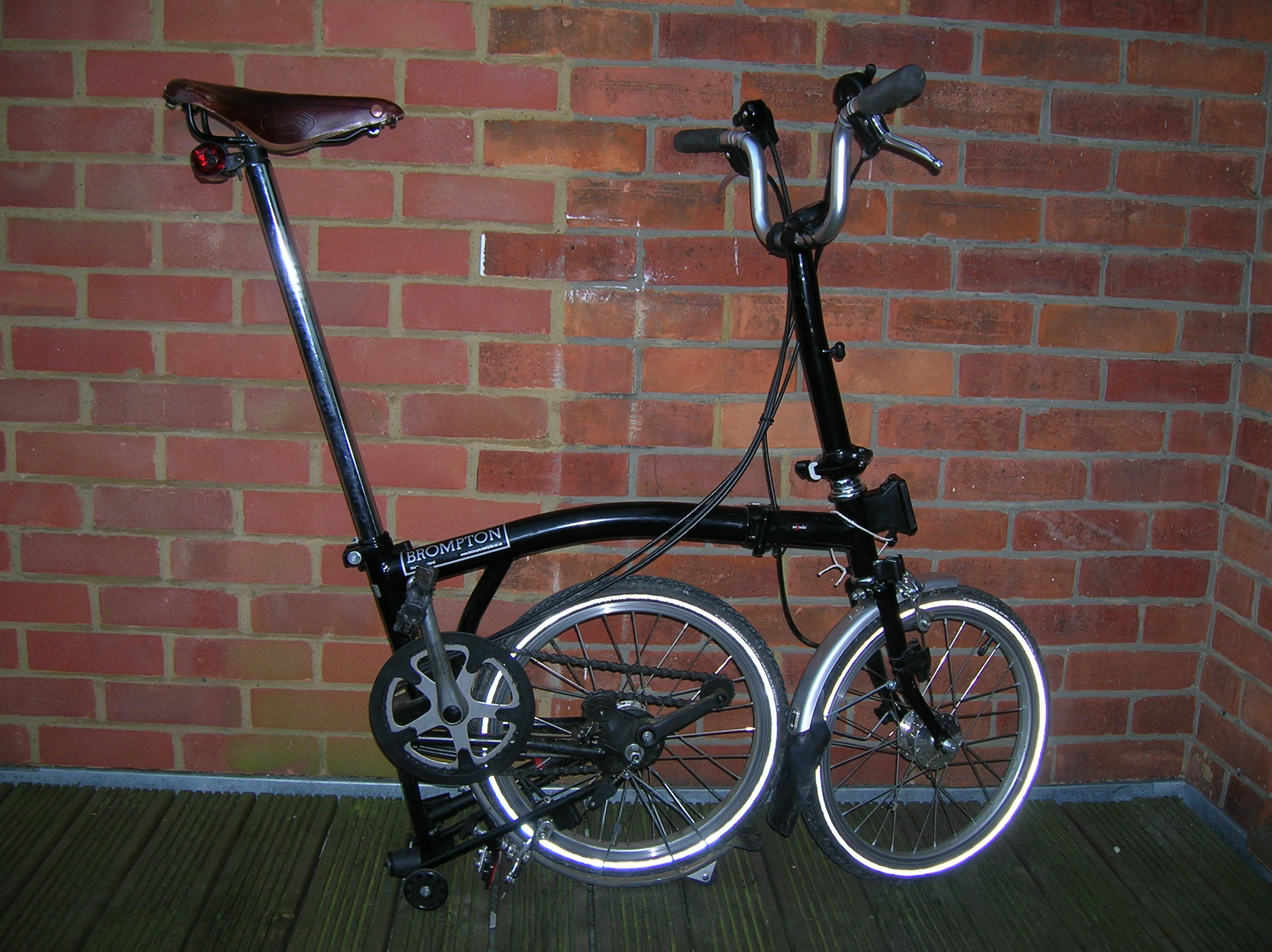
折り畳み第二段階（駐輪モード）

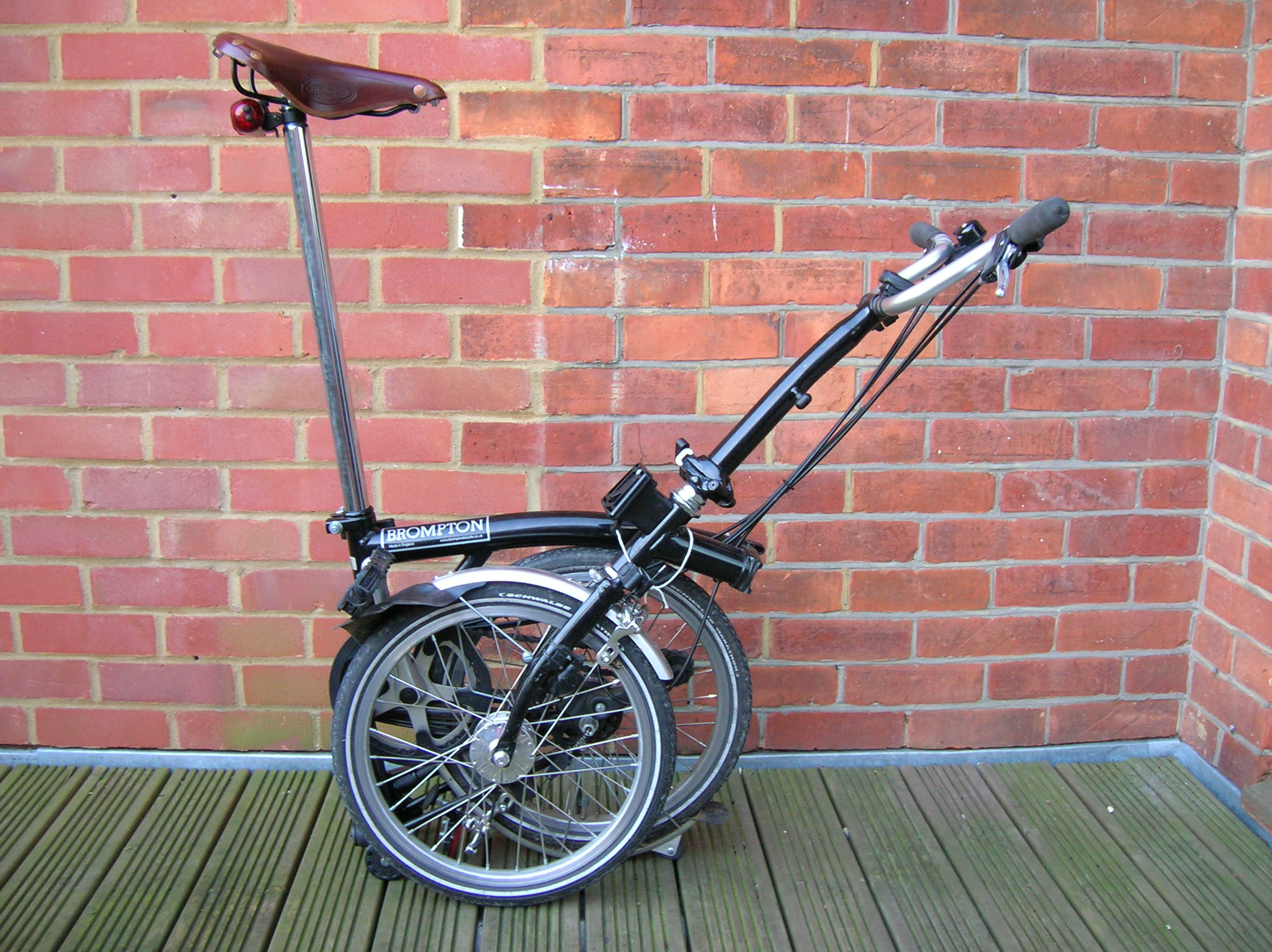
折り畳み第三段階

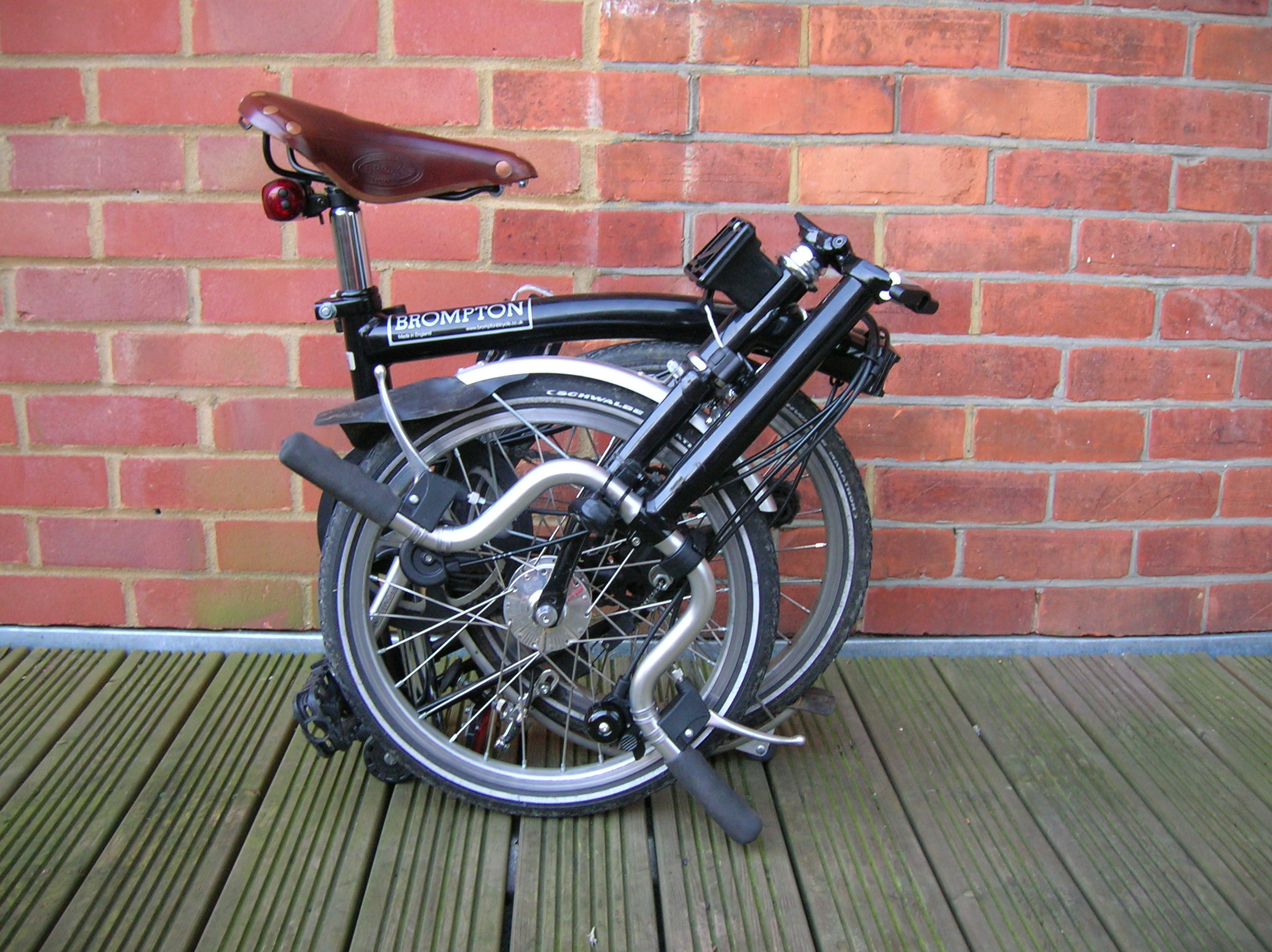
折り畳んだ状態のブロンプトン

### 特徴
その特徴として卓越した折り畳み性能と使い勝手のよさが挙げられる。すなわち、
- 手早くかつ小さく折り畳めること
- 折り畳みサイズが箱型になり自立すること
- 持ち上げても折り畳んだ状態から形がくずれないこと

であり、ブロンプトンは基本的な走行性能を犠牲にせずこの3条件を同時に満たしている。
最初の設計として、たとえばロードバイク等のスポーツ車に対抗できるような性能を追求したものではなく、スポーツ用には必ずしも適したものではない。あくまでも軽快車ないし実用的な自転車として、生活に根付いた使用を前提としている。またブロンプトンの特徴のひとつに独自の荷物運搬システムが挙げられ、専用のフロントバッグないしフロントキャリアを使用すればかなり重い荷物を運搬できる。
主に英国、オランダ、スペインで人気が高く、用途としては自転車通勤に使われることが多い。

### 折り畳み方
以下の手順で折り畳む。折り畳み時間は30秒-1分、慣れれば15秒でできる。
1. 車体後半部を手前にひっくりかえす（この時、チェーンのテンションはそのままにドライブトレーンが屈曲される）。
2. フレームのヒンジを止めているネジをゆるめて右に折り畳む。その際にはフォークの前輪軸左側のフックを車体後半部のチェーンステーにひっかける。
3. シートポストを引っ込める。
4. ステム根元のヒンジを止めてある固定ネジをゆるめてを右側に折り畳んで、ステム自体をフォーク右側のフックで固定する。

折り畳んだ状態から広げるには4,3,2,1の手順を逆に行う。手慣れると2.1.が同時にできるようになる。

## 車体構造

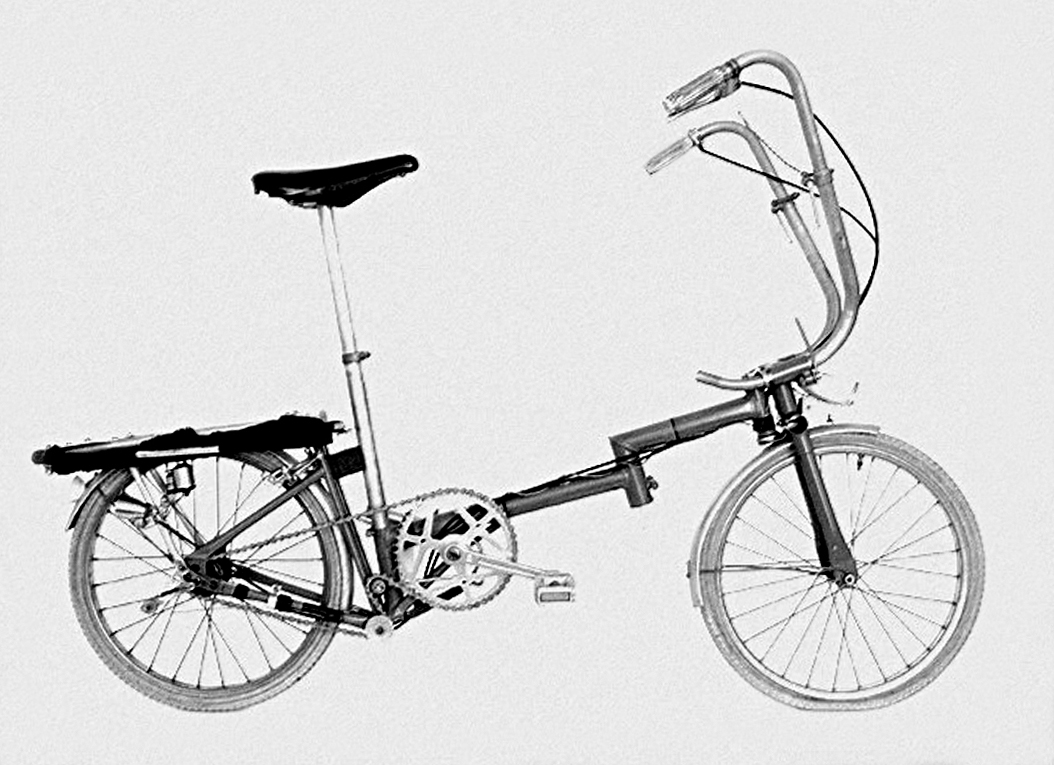
試作段階のモデル

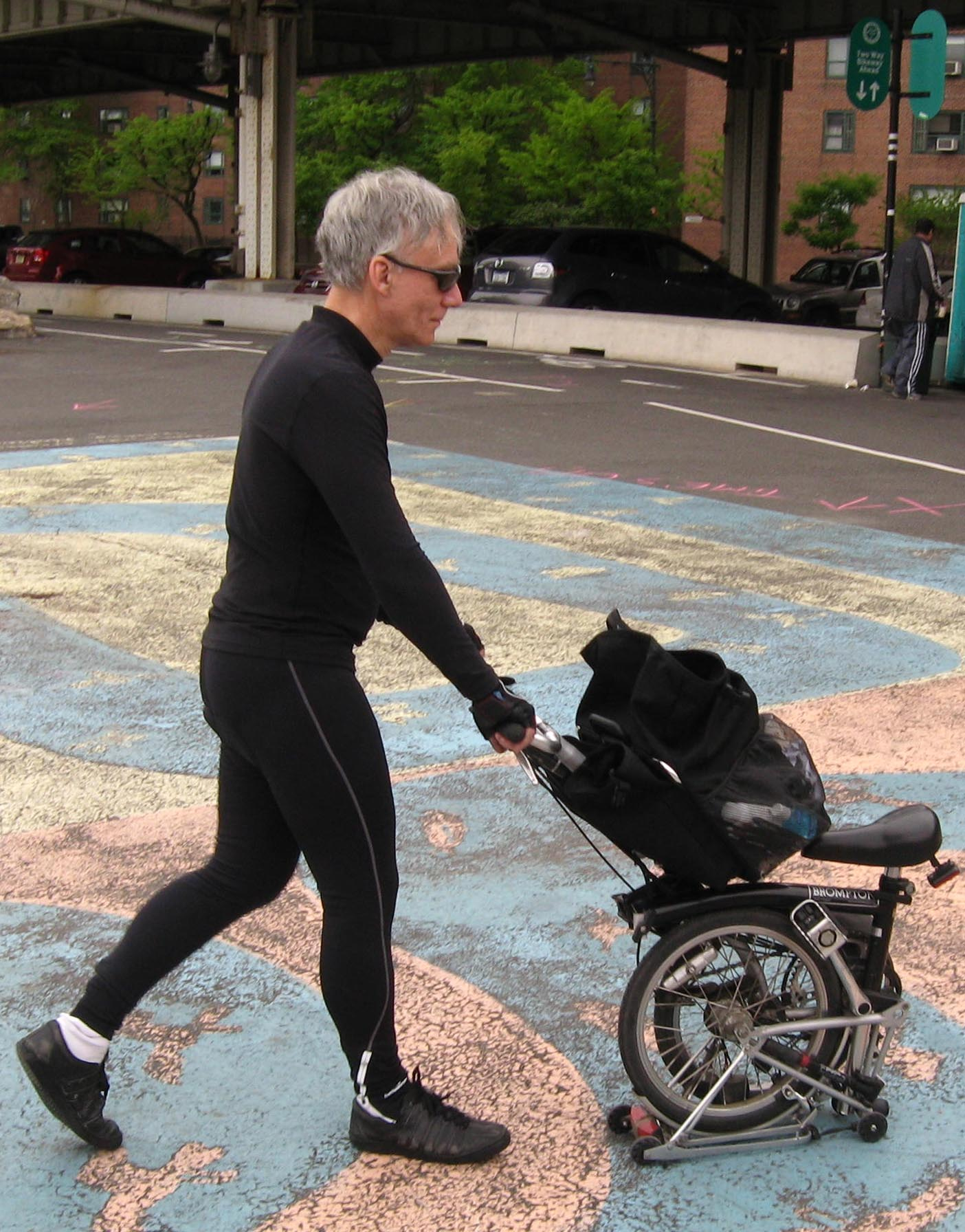
ハンドルだけをそのままに他は折りたたんだ状態で移動させている。

### フレームデザイン
基本デザインは1986年にリッチーが工場を立ち上げて生産を始めてからほとんど変わっていない。もちろんそれは初期モデルから改良が全くなされていないということではなく、毎年少しずつ小さな改良は施されている。
折り畳みサイズは565 mm × 545 mm × 250 mm、車輪の大きさ16インチ、タイヤは「16×1 3／8」（37-349、16インチWOともいう）を使用する。折り畳み時間は慣れれば15秒程度。折り畳んだ状態で固定されているのでそのまま持ち上げることもできるが、折り畳んだ状態で小さなキャスターが床につくようになっているので、そのまま転がして運ぶことも可能（オプションの「イージーホイールキット」の装着をしておくことが望ましい）。重量はモデルによって異なり9.8kgから13kg程度。
生産管理は一貫してブロンプトンバイシクル社が行っており、それぞれの車体のフレーム溶接、組み立ての担当者が記録され、頻繁に破壊テストを行うなど品質管理は徹底している。
設計の考え方として日常生活で長年にわたって使用できる耐久性を第一に、次に無駄な重量を増やさないことを重点に置いており、使い方としてはスポーツ自転車というよりもロードスター型自転車ないし実用車としての使い方を想定して設計されている。そのため重量増のデメリットがあっても金属疲労による急激な破断が起こりにくいクロムモリブデン鋼をフレームの材質に採用しており、シンプルでいて堅牢な作りになっている。同じ理由で外装変速機（ディレーラー）に比べて重量増、限られた変速段数というデメリットはありながらも整備不良などでも故障が起こりにくい内装ギアを採用している。
製造当初からクロムモリブデン鋼製フレーム（以下「スタンダードフレーム」と表記する）のみだったが2005年に新たにフレームの一部にチタンを使った軽量フレーム（以下「軽量フレーム」）が加わった。すべての塗装は厚いパウダー塗装で施される。

### コンポーネント
変速機は本体内部に遊星歯車機構を密閉してある内装ギアを一貫して使用、長らくスターメーアーチャー製の3段か5段の選択が可能であった。1999年に同社が営業停止、内装ギアの供給が途絶えるとSRAM社製3段のみとなったが、2006年モデルから3段変速仕様に限り、台湾資本下(SunRace社)で再生したスターメーアーチャー製変速機を搭載している。現在では従来の3段仕様に加えて新たにブロンプトンバイシクルが独自に開発した外装変速装置の2段が加わった6段仕様のモデルもある。
3速モデルの場合クランクがストロングライト（Stronglite）製の50T（T＝ギアの歯数）のアルミクランクで、リアスプロケットは13T、6速モデルの場合リアスプロケットは13Tと15T、2速モデルは12Tと16Tの組み合わせとなる。チェーンは3速モデルはトラックレーサーでも使われる1/8インチ規格、2速・6速モデルは3/32インチ規格（シマノ9速用と同規格）のものを使用。ブレーキはアルホンガ(Alhonga)社製のキャリパーブレーキを使用。付属備品としてゼファール(Zefal)社の携帯ポンプがリア三角フレームに固定されている。

## 現行モデル

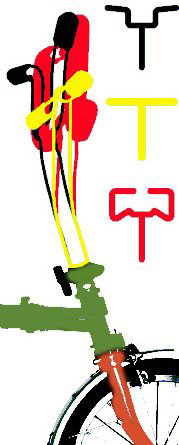
ハンドルバー各種（上よりMハンドル、Sハンドル、Pハンドル

### モデル表記について
基本モデルは以下の要素で区分けされている。以下1.2.3.4を順番に組み合わせた記号がモデル番号となる。
1. ハンドルバーの違い：ハンドルは3種類に区分される。
  - Mハンドル：ブロンプトン伝統の「ひ」の字形ハンドル。ゆったりした姿勢で乗るには最適。
  - Sハンドル：MTBに使われるようなストレートハンドル。ステムが前傾しているのでスポーツ車に乗り慣れている人に向いている。ただオプションのフロントバッグの使用がSバッグのみと限られる。
  - Pハンドル：複数の握り方ができるハンドル。SハンドルとMハンドルの利点を合わせ持ち疲れにくいが、重量がかさむのが短所。
  - Hタイプ：細かく言えば、このモデルはハンドルの違いではなく、ステムの違いによるものである。基本はMタイプと同じだが、ステムが60mm長くなっており、高い身長の乗り手向けとなっている。
2. 変速数の違い：変速は2段、3段、6段の選択。
3. ツーリング用装備（ライト、ダイナモ、荷台）の有無：装備がなければL、あればRとなる。
4. フレーム、装備の違い：スタンダードフレームは記号なし、軽量フレーム、シートポスト使用の高級モデルは語尾に-Xとなる。
  - また泥除けなしの廉価モデルは『C＋(数字）＋E』と前に「C」、後に「E」がつく。廉価版は限定的に販売されることが多く、かつてC3E（泥よけなしの3段変速、クランクが鉄製）が存在していた。2010年はC1E（泥除けなし、変速なしモデル）が販売されている。

※上記の組み合わせ全てが販売されているわけではない。

### イギリスで販売されているモデルと日本に輸入されているモデル
- 英国ではM3L、M3R、M6L、S2L、S3L、S6L、M6R、P6R、S2L-X、P6R-Xが販売されている。このほかにフレーム材質で2種類（スタンダードフレーム、軽量フレーム）、変速で4種（変速なしの1段、外装2段変速、内装3段変速、外装2段+内装3段の6段変速）、ハンドルとステム形状の種類(Mハンドル、Sハンドル、Pハンドル、Hハンドル）で4種類、ツーリング装備（ライト、ダイナモ、リアキャリア）の有無の2種類の計64種類の選択のオーダーも可能、それに加えて塗装色も選択できる。また稀ではあるが、小売販売店の中にはフレーム前部、後ろ三角（クロモリ、チタン）、ステム、フロントフォーク（クロモリ、チタン）と分割して売るところもある。
- 日本で販売されているのはM3L、M3R、S3L、M6L(08年モデルまではM6R)、S2L-X、P6R-Xの6種類であり、輸入代理店が1.5倍ほどの金額にして販売している。また補修部品の扱いが十分とは言えず、販売店が直にイギリスから取り寄せているのが現状である。

### 台湾製モデル
近年まで台湾ネオバイク社でライセンス生産された数多くのブロンプトンが、イギリス製造のモデルと並行して日本市場に流通していた。ここでは「台湾製モデル」と表記する。併売されていた時期はイギリス生産をIKDが輸入し台湾生産をミズタニ自転車が輸入した。
台湾製モデルの実売価格はイギリス製造のモデルの約半分だったため、数多くの台湾製モデルが日本の市場に流通した。しかしロットによる差異もあるものの、台湾製モデルの品質に関してはイギリス製モデルとは比較の対象にされることもある。確実に言えることは部品の多くの規格がイギリス製と使われている部品が異なるので、純正部品がそのまま使えないことがあるので注意を要する。アンドリューリッチーは当時としては仕方のない判断だったが、品質や管理において多くの問題があり失敗であったと振り返っている。

## オプション・アクセサリー

### フロントキャリアシステム
ブロンプトンには優れた荷物運搬システムがあり、これを「フロントキャリアシステム」と呼ぶ。専用に開発された鞄（バッグ）を専用の硬化プラスチック製のアダプターを介してフレームのヘッドチューブに固定して使用するもので、簡単に取り外しができる。ヘッドチューブに固定するので、ハンドルを左右に動かしてもバッグは動かない。このためバッグ（の内容物）の重さはハンドルの重さに直接の影響を与えない。専用バッグの種類は5種類ある。

#### 現行モデル
- フォールディング・バスケット：畳んで収納可能な買い物かご。容量24リットル。
- Aバッグ：2010年に登場。ビジネス利用などのフォーマルな場所でも使える革製のアタッシェケース。容量9リットル。
- Cバッグ：2009年に登場。以前のフロントパニアバッグ（後述）から派生したタイプ。ナイロン製で防水性はないが、専用のレインカバーが付属する。 容量25リットル。
- Sバッグ：2006年に登場。Sタイプ[3]にも装着可能なバッグ。容量20リットル。主室やポケットの蓋は、ベルクロ（マジックテープ）で閉じるので開閉しやすい。
- Tバッグ：以前のツーリングパニアバッグ（後述）から派生したタイプ。ツーリングなど比較的長距離に使うバッグ。容量31リットル。
- Oバッグ：2010年より登場。オルトリープ社の完全防水素材を使用したバッグ。他のモデルとは異なり、キャリアフレームを必要とせず、一体形成になっている。ブロンプトンのパニアバッグに習って背面に小さなポケットがついており、自在に取り外すことも可能。容量20リットル。
- ミニOバッグ：小型のOバッグ。Sタイプにも装着可能。容量7リットル。

#### 過去のモデル
- フロントパニアバッグ：ショルダーバッグ程度のバッグ。容量22リットル。主室やポケットの蓋はファスナーで閉じる。
- ツーリングパニアバッグ：ツーリングなど比較的長距離に使うバッグ。容量28リットル。

### リアキャリア
ブロンプトンのRモデルのリアキャリアに取り付けるバッグ。
- ラックサック：容量16リットル。リアキャリアにベルクロで取り付ける。

ブロンプトンの専用バッグは荷重を支えるフレーム部分とバッグ本体を分離可能な構造になっている。そのためにそのフレーム形状に合わせて革製、ナイロン製で独自に設計したバッグを販売している業者、またバッグそのものを自作する例もある。

### イージーホイールキット
4つのキャスターホイールで、後三角のキャスター部分およびリアキャリアーの後部分に装着する。従ってLタイプだと2つ、Rタイプだと4つ使用する。これにより折り畳んだ状態で転がしやすくなり、鉄道、地下鉄などのプラットホームの移動、または乗り換えの際の長い通路などの移動が非常に楽になる。
元々ブロンプトンは折りたたんで転がすことが一応可能とされていたが、実際には純正のキャスターが樹脂製であるため何らかの改造なしでは難しい状態であった。長らくこの部分は所有者各自の判断でインラインスケートのローラー部分などを装着していたが、後に純正オプションパーツとして登場した。

### ギア比の調整
全てのブロンプトンは乗り手の脚力に応じてギア比の増減の調整が可能。通常販売されるモデルはクランクが50T（T＝ギアの歯数）、リアスプロケットは13Tだが、これをクランクを44T、3速モデルに限りリアスプロケットを14Tに変更できる。日本で正規で売られているのは44Tのクランクのみである。英国では3段モデルから6段モデルに変更する純正の改造キットが売られている。ギア比を変換する際には折り畳みに支障を来さないためにチェーンのコマ数を変える必要があるが、そのための適正なコマ数はブロンプトン・バイシクル社のサイトか取扱説明書（英語）に記載されている。
ブロンプトンは、素の状態では日本で売られている軽快車と比べるとギア比が重いので、スポーツ自転車に慣れてケイデンスの高い走行方法に慣れた者はギア比を低くした方が乗りやすいと思われる。

### ポジション調整
ほとんどの日本人は純正で十分だが、身長が高い人のための長めのシートポストや二段階で畳むことができるテレスコピックシートポストが用意してある。サドルの前後を合わせるためのアダプターも別売りされている。

### ハブダイナモ
この装備は主に冬の夜が長いイギリス、ヨーロッパのマニアたちに多い。かなり高価だが非常に品質に優れているブロンプトン用のハブダイナモがドイツのシュミット・マシネンバウより発売されている。また2010年よりシマノからも専用ダイナモハブが登場。2019年からは台湾のハブメーカーであるSP（シャッタープレシジョン社）が採用されている。

### 輪行バッグ類
ブロンプトンは手軽に輪行でき、そのためのバッグも数品用意されている。
- カバー&サドルバッグ：折り畳んだブロンプトンの上からかぶせるだけの簡単な輪行袋。輪行時は手でブロンプトンのサドルなどを持つ。手で持ち上げての運搬となるので、駅の階段の上り下りや通路の移動にはある程度の体力を要する。使わないときはパンク修理用具を収納できるサドルバッグとしても使用可能。
- キャリングバッグ：折り畳んだブロンプトンを収納する輪行袋。運ぶ際は手で持つか、ベルトで肩に掛ける。カバー&サドルバッグよりはバッグを畳んだ時のサイズは大きいが、運搬は肩に掛けることができる分、容易となる。
- Bバッグ：飛行機輪行のためのバッグ。厚いウレタンで保護されている。またキャスターがついているので転がして運ぶことも可能。

### スペアパーツ
基本設計は基本的に変わってはいないので、スペアパーツは初期モデルでもほとんどが入手可能である。正規輸入元以外にも販売店が独自に本国からスペアパーツを取り寄せていることもある。ブロンプトンの取扱説明書（英語）・公式サイトでは純正スペアパーツが手に入らないときのために、使用されている部品の規格などが記載されており、持ち主が自分で規格の合う部品を探してきて交換できるように配慮されている。しかしながら1987年以降しばしば規格が変更されている事もあるために注意を要する。
大きな変化としては：
①1999年以前（前述の事業停止前のスターメーアーチャー社のモデル）のモデルはリア三角の形状が若干異なっている。そのために現行のスターメーアーチャー、またはザックスのハブギアが使えなくなっている。
②2017年よりシフター形状が変化。これにより以前のモデルとのシフトワイヤー類の互換性がなくなっている。

③2018年度よりフロントブレーキの形状が変化（デュアルピボットのボルトが変更）。それにより現行のフロントブレーキが、2018年以前に製造されたフロントフォークに使えない。

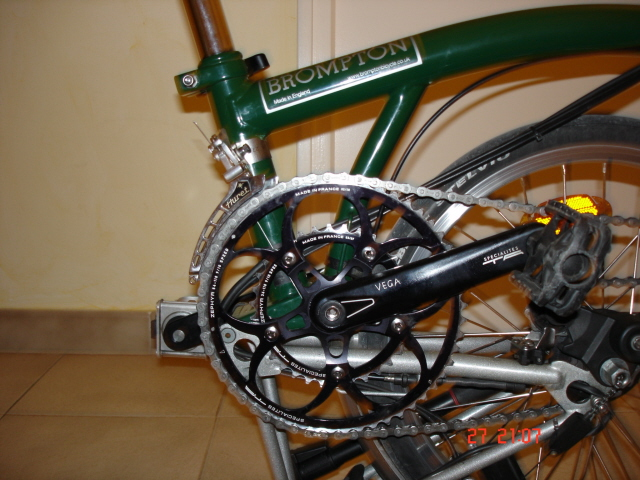
S6Lにフロントギアに外装変速機を装着してフロント2段×リア2段×3段=計12段にした例

## 改造
ブロンプトンに使われている部品の規格は、現在のスポーツ自転車の規格と若干異なり改造にはそれなりの労力を要するが、それでもオーナーの中では純正に飽き足らず自分の好みに合わせて改造してしまうことも多い。以下は改造の一例である。

### 他社パーツの交換、取り付け
一番簡単な改造。例として以下の改造がある。
- マウンテンバイクで使われるバーエンドの取り付け - ハンドルの握る場所が複数になるが、短めのものをつけないと折り畳みの時にフレームに干渉する。
- サドル交換 - 一枚革で造られたブルックス・イングランドの革サドルを選択する例が多い。現行モデルでないブロンプトンのシートポストは競技用のサドルに対応していなかったので、競技用自転車のために作られたサドルを装着するためにはサドルアダプターが必要となる。サドルアダプターは軽快車に使われているものが使えるが、純正品もある。
- ブレーキシュー交換 - ブレーキシューはシマノのデュラエース、アルテグラなど自転車競技用に作られたブレーキシューは制動力が高いものが多くコストパフォーマンスの高い改造である。
- ハンドルバー交換 - もともと高身長のイギリス人に合わせたであろうブロンプトンを平均的な日本人に最適なポジションに合わせるという意味で非常に有効であるが、折りたたみ機能に弊害がなく、かつ個人に最適なポジションを出せるハンドルバーを見つけ出すのは容易ではない。また場合によってはシフトワイヤ、ブレーキワイヤの長さを調節もしないと円滑な折りたたみに支障が出る。そのため日本の販売店ではハンドルの高さが低くなるように設計したハンドルも販売されている[6]。

### 駆動系
シマノまたはスターメーアーチャーの7,8段の外装ギア、内装ギアを取り付ける。変速数が増えることにより乗り心地がスムーズになるが、車重は2kgほど重くなる。
シマノ社の内装ギアへの改装は日本のマニアには人気がある。この場合オーバーロックナット寸法が違うため、取り付けにはフレーム修整工具でリアエンドの幅を広げる必要が出てくる。チェーンラインがズレるため、チェーンが外れやすくなるなどの可能性がある。
一方スターメーアーチャーの8段内装ギアの場合はオーバロックナット寸法自体には問題はないが、設計そのものが小径用に作られてはおらず、換装しただけでは通常のスプロケットが大きすぎて装着できず、小さなスプロケットではギア比が重過ぎて使えない。そのためにクランクのチェーンリング数を小さくし、小さいチェーンリング、大きなスプロケットでも折り畳みに支障がないように（後輪が難なく装着でき、同時にチェーンがはずれやすくならないように）、ブロンプトンのチェーンテンショナーの取り付け位置を変えるなどの工夫を必要とする。
外装変速機に変える改造も見受けられるが、構造上の違いから内装ギアより必然的に折り畳むとチェーンが外れることが多くなり、折り畳んだ状態から広げる際、外れたチェーンを手ではめ直す必要が出てくる。
これと合わせて特別な台座を介してフロントディレーラーをつけて14段、16段にしている例、シマノの外装ギアを装着している例、リア三角フレーム自体を溶接で作り上げてローロフの14段内装ギアを装着している例もある。日本でも外装変速機を搭載できるようにストレートドロップアウトエンドを溶接したリア三角フレームが販売されている。
電動アシスト自転車への改造はIndiegogoにて資金調達されたドイツのadd-eの取り付けが可能ではあったが、折りたたみが不可能になる弊害があった。その後Kickstarterにてブロンプトン対応モデルの資金調達が成功し、ブロンプトン向け250W、600Wの2モデルが販売されている。

### スーツケース
改造ではないが、ブロンプトンが収納できるスーツケース情報の話題は海外のメーリングリストではよく挙がる話題となっている。またスーツケースに車輪をつけてトレーラーにする改造を行っている例もある。

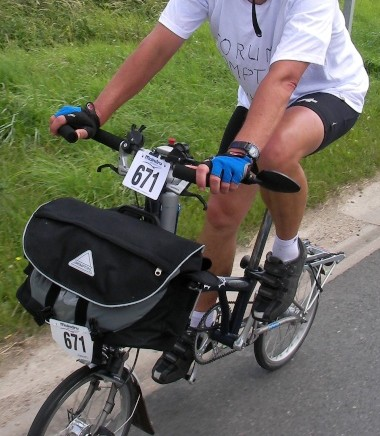
パリ-ボルドー間600kmブルベに出走したブロンプトン(S6L)、Sバッグを装着、ペダルはクリップレスペダルに変更している。

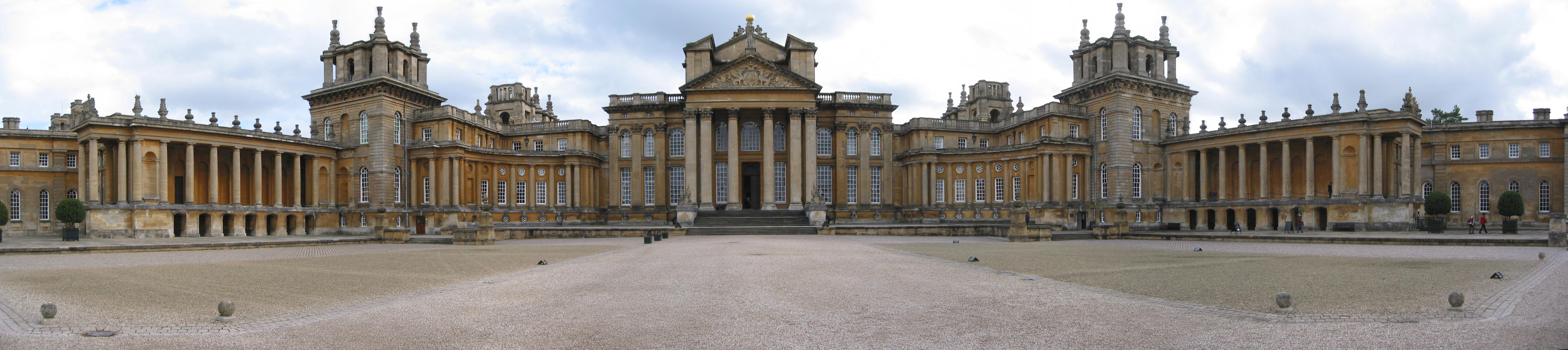
ブレナム宮殿（2008年度世界戦の会場）

## ブロンプトンを主題とした作品

### 漫画
- 並木橋通りアオバ自転車店:第４巻、第６話「その角をまがって」。サラリーマンとしてひたすら実直に変らぬ日常を生きてきた安藤一直（45）は、ふとしたことからブロンプトンを購入し、自転車通勤に切り替えたことで、日常通る道を曲がった先にも「初めて」があることを知る。そして、部下のセオリー通りの仕事や、息子の浪人生活について「角をまがった先にも花がある」とエールを贈る。

## 選手権
2006年、2007年とスペインのバルセロナの自転車ショップBike Tech主催による「ブロンプトン世界選手権」が行われた。競技は用意された周回トラックを回るクリテリウム方式。全ての参加者はヘルメットなどの安全装備に加えてスーツのジャケット、ネクタイの着用が義務付けられた。2008年の世界選手権はブロンプトンの協賛のもとブリティッシュ・サイクリング協会主催のイベントの一環として9月28日にイギリス、オックスフォードシャーのブレナム宮殿で行われた。例年通り保安装備のほかにスーツのジャケット、襟付きのドレスシャツ、ネクタイの着用が義務付けられている。このように「世界選手権」という名ではあるもののイベントの傾向が強い趣向ではあったが、往年のプロ自転車選手も参加、2009年はロベルト・エラスが2位になっている。
2010年には全米選手権、全日本選手権が行われた。